# 베를린 슈토르코어 슈트라세역
베를린 슈토르코어 슈트라세역(Bahnhof Berlin Storkower Straße)은 베를린 팡코구 프렌츨라우어 베르크에 있는 철도역이다. 개업 당시 베를린 중앙축산시장(Zentralviehhof, Central-Viehhof)이 근처에 있었다.

## 역사
1881년 5월 4일에 개통했다. 순환선이 개통하기 전인 1876년에 부지 근처에 중앙축산시장(Zentralvieh- und Schlachthof)이 들어서면서 이 구간에서 복복선으로 건설되었다. 1903년에 첫 재건축공사를 진행하면서 지하 통로 및 상대식 승강장이 건설되었고, 1929년에 섬식 승강장으로 대체되었다. 순환선상의 역 중 승강장에 천장이 없는 유일한 역이다. 1929년 2월 1일부터 전동차가 운행하기 시작했다.
섬식 승강장은 남쪽에 위치했던 축산시장과 터널로 연결되었다. 1937년에는 베를린에서 가장 긴 보행자 육교가 착공되어 프리드리히스하인에 새로 조성된 주택 지구를 S반과 연결했다. 육교 길이는 420 m이며 1939년에 완공되었다. 보행로는 축산시장 7 m 위를 지나간다. 육교 완공 이후 터널은 축산시장 근무자 전용으로 사용되었다.
제2차 세계 대전 이후 1945년 8월에 역이 재개통했고, 주독 소련군정에서는 축산시장 부지에 전쟁 배상물 창고를 건설했다. 1947년 11월에는 역이 폐쇄되어 모든 열차가 통과했다. 보행자 육교가 재개통된 1951년 7월 25일부터 열차가 다시 정차하기 시작했다.
1976년-1977년에는 슈토르코어 슈트라세 일대에 주택지구를 조성하면서 보행자 육교가 더 연장되어 505 m가 되었다. 1977년 10월 15일에는 현재의 역명으로 개칭되었다. 역 자체는 프렌츨라우어 베르크구에 위치해 있었지만, 육교의 출입구는 프리드리히스하인구 및 리히텐베르크구로 연결되었다. 1986년에는 보행자 터널이 폐쇄되었고, 축산시장 근무자도 육교를 통해서 진입하게 되었다.
1976년부터 축산시장의 영업이 일부 중단되었고 1990년 이후에는 완전히 중단되었다. 축산시장 부지는 이후 주택지구로 재개발되었다. 2002년에는 과거 축산시장 부지에서 역 남서쪽으로 이어지는 새로운 출구가 건설된 후 보행자 육교의 300 m 구간이 철거되었다. 건축유산으로 지정된 이유로 육교는 기능을 하지 못한 채 유지되어 있었으나 2006년에 결국 철거되었다. 남아 있는 육교는 건축유산으로 지정되어 있다.
S반 승강장에는 1인 승무를 위한 ZAT-FM이 설치되어 있다.

## 인접 정차역
베를린 버스 노선과 환승할 수 있다.
| 베를린 S반                        | 베를린 S반 | 베를린 S반                                 |
| --------------------------------- | ---------- | ------------------------------------------ |
| 란츠베르거 알레 반시계방향 순환   | S41 · S42  | 프랑크푸르터 알레 시계방향 순환            |
| 란츠베르거 알레 비르켄베르더 방면 | S8         | 프랑크푸르터 알레 그뤼나우·빌다우 방면     |
| 란츠베르거 알레 팡코 방면         | S85        | 프랑크푸르터 알레 쇠네바이데·그뤼나우 방면 |

## 참고 문헌
- Jürgen Meyer-Kronthaler, Wolfgang Kramer (1998). 《Berlins S-Bahnhöfe – Ein dreiviertel Jahrhundert》. Be.bra. 297-298쪽. ISBN 3-930863-25-1.